# Fabian Weiß
Fabian Weiß (* 23. Februar 1992 in Aalen) ist ein deutscher Fußballspieler.

## Karriere
Der aus Aalen-Brastelburg stammende Fabian Weiß trat zuerst dem Stadtteilclub SV Waldhausen bei und wurde dann von den Talentsuchern des großen Nachbarn VfB Stuttgart entdeckt. Dort spielte er bis zur B-Jugend und wurde in dieser Zeit auch in die deutsche U-16-Nationalmannschaft berufen. Er schloss seine Zeit in der Landeshauptstadt mit dem Gewinn der deutschen B-Junioren-Meisterschaft ab. Dann ging er wieder in seine Heimatstadt und schloss sich dem VfR Aalen an.
Beim VfR wurde er als A-Jugendlicher bereits zweimal auch in der Regionalligamannschaft unter Rainer Scharinger eingesetzt, wobei dem Stürmer bei seinem ersten Einsatz in der Profimannschaft im Heimspiel gegen den SSV Ulm in der Schlussminute der Ausgleichstreffer zum 2:2 gelang. In dieser Saison stiegen die Aalener in die 3. Liga auf und im folgenden Jahr stand Weiß bei der in der Verbandsliga Württemberg antretenden zweiten Mannschaft im Aufgebot, war aber weiterhin auch für die U 19 spielberechtigt und wurde so am Ende der Saison 2010/11 mit 13 Toren Vizetorschützenkönig der A-Junioren-Oberliga. In der ersten Mannschaft unter Ralph Hasenhüttl kam er am letzten Spieltag, als der Klassenerhalt bereits sicher war, in der Schlussviertelstunde zu seinem Profiligadebüt. In der folgenden Saison stand er im Profikader des VfR Aalen. Er kam regelmäßig zum Einsatz, meist als Einwechselspieler, sechsmal stand er aber auch in der Startaufstellung und einmal davon spielte er 90 Minuten durch. Am Saisonende stand der Verein auf Tabellenplatz zwei und schaffte damit den Aufstieg in die 2. Bundesliga.
Dort kam er jedoch in der Vorrunde der folgenden Saison nicht zum Einsatz. Um Spielpraxis zu erhalten, wurde er daher im Januar 2013 bis zum Saisonende an den Regionalligisten SG Sonnenhof Großaspach ausgeliehen.
In den folgenden anderthalb Jahren kam Weiß in der 2. Bundesliga zu 26 Einsätzen für Aalen, zumeist als Einwechselspieler von der Bank. Sein einziger Treffer gelang ihm im Oktober 2014 beim 2:0-Erfolg gegen den TSV 1860 München. Im Januar 2015 verließ Weiß den VfR Aalen, nachdem er den Verein um Auflösung seines Vertrags gebeten hatte. Wenige Tage später wurde sein Wechsel zu den Würzburger Kickers, Tabellenführer der Regionalliga Bayern, bekannt.
Am 31. Mai 2015 schaffte er als Teil der Mannschaft im Rückspiel der Relegation gegen den 1. FC Saarbrücken den Aufstieg in die 3. Liga. Im Januar 2016 löste Weiß seinen Vertrag in Würzburg auf, um sich auf seine berufliche Karriere zu konzentrieren. Er wechselte zum württembergischen Landesligisten Sportfreunde Dorfmerkingen. Mit seinem Verein stieg er im Jahr 2017 in die Verbandsliga auf. Ab Sommer 2018 spielte er eineinhalb Jahre lang für den Ligakonkurrenten TSV Essingen, ehe er im Winter 2020 wieder zu den mittlerweile in die Oberliga aufgestiegenen Sportfreunden Dorfmerkingen zurück wechselte. Im Sommer 2022 kehrte er zu seinem Jugendverein SV Waldhausen in der Landesliga zurück.

## Erfolge
- Deutscher B-Jugend-Meister: 2009 mit dem VfB Stuttgart
- Aufstieg in die 2. Bundesliga: 2012 mit dem VfR Aalen
- Aufstieg in die 3. Liga: 2010 mit dem VfR Aalen, 2015 mit dem FC Würzburger Kickers
- Aufstieg in die Verbandsliga: 2017 mit den Sportfreunden Dorfmerkingen
- Gewinn des WFV-Pokals: 2017 mit den Sportfreunden Dorfmerkingen